# Harrisgrondeekhoorn
De harrisgrondeekhoorn (Ammospermophilus harrisii)  is een zoogdier uit de familie van de eekhoorns (Sciuridae). De wetenschappelijke naam van de soort werd voor het eerst geldig gepubliceerd door Audubon & Bachman in 1854.

## Voorkomen
De soort komt voor in Mexico en de Verenigde Staten.